# Заворыкино (Московская область)
Заворыкино — деревня в Ступинском районе Московской области в составе Семёновского сельского поселения (до 2006 года входила в Ивановский сельский округ). На 2015 год Заворыкино, фактически, дачный посёлок: при 13 жителях в деревне 1 улица — Луговая и 2 садовых товарищества, деревня связана автобусным сообщением с соседними населёнными пунктами. Впервые в исторических документах упоминается в 1709 году, как Зварыкино. В деревне находилась часовня постройки конца XIX века, не дошедшая до наших дней.

## Население
| 2002 | 2006 | 2010 |
| ---- | ---- | ---- |
| 13   | ↘10  | ↗13  |

Заворыкино расположено в центральной части района, на суходоле, высота центра деревни над уровнем моря — 171 м. Ближайшие населённые пункты: Торбеево — около 1,2 км на северо-запад и Мурзино — около 2,5 км на юго-восток.